# Agnes Miski Török
Agnes Miski Török, född 1949, är en svensk konstnär, gravör, som i samarbete med andra gjort gravyrerna till flera svenska sedlar. Hon har bland annat gjort porträttet av Jenny Lind som finns på svenska 50-kronorssedlar. Hon gjorde även porträttet av Gustav Vasa på 1000-kronorssedlarna, en bild av en vagn med Selma Lagerlöf i på 20-kronorssedlarna, samt bakgrunden på 500-kronorssedlarna 
Hon har studerat vid Kungliga konsthögskolan och arbetat vid Tumba pappersbruk.